# Meg 2. – Az árok
A Meg 2. – Az árok (eredeti cím: Meg 2: The Trench) 2023-ban bemutatott amerikai–kínai akciófilm, amelyet Ben Wheatley rendezett. A 2018-as  Meg – Az őscápa folytatása. A főbb szerepekben Jason Statham, Wu Jing, Sophia Cai, Page Kennedy, Sergio Peris-Mencheta, Skyler Samuels és Cliff Curtis látható.
Amerikában 2023. augusztus 4-én, míg Magyarországon 2023. augusztus 3-án mutatták be a mozikban.

## Cselekmény
Öt évvel az első film eseményei után Jonas Taylor a környezetvédelmi bűncselekmények elleni küzdelemben vesz részt, miközben a Mana One-nak segít a Mariana-árok egy újabb mélyebb részének feltárásában, ahol a Megalodont találták. Suyin Zhang halála után Taylor a nagybátyjával és Suyin testvérével, Csjuming Zhanggal együtt neveli tizenéves lányát, Meiyinget, aki a gazdag pénzember Hillary Driscolival együtt megszerezte apja cégét. A Mana One egy Haiqi nevű Meget is tanulmányoz, akit csecsemőként fedezett fel és képzett ki Csjuming egy hajnani rezervátumban. Haiqi kiszámíthatatlanul viselkedik, ami miatt Taylor aggódik, Csjuming lelkesedése ellenére.
Taylor és Csjuming egy rutinszerű tengeralattjáró felderítést vezet az árokhoz, Meiying pedig elpakol, hogy először láthassa az árkot. A Meg túlélő társai, DJ és Mac a Mana One-ról figyelik a csoportot. Felfedezik, hogy Haiqi megszökött a fogságból. Két nagyobb Meg, még mindig az árokban, párosodik Haiqivel. Jonas és csapata egy illegális bányászati műveletet is felfedez egy állomáson, amelynek kapitánya egy zsoldos, Montes, aki bosszút áll Tayloron a nem sokkal korábbi bebörtönzése miatt. Montes legénységét Driscoli bérelte fel, hogy titokban használják ki a Mana One árokba való bejutását ásványi anyagok kitermelésére, amelyekkel milliárdokat kereshetnek. Montes megöli a legénységét egy robbanásban, hogy eltussolja a tevékenységüket, ami szakadást okoz az árokban, és megfeneklik mind Taylor, mind Csjuming hajója.
DJ, Mac és Jess, a Mana One elemzője felfedezik, hogy a mentőkabint szabotálták, így a legénységnek exoszuittal kell gyalogolnia az állomás felé a lényekkel teli árokban, és csak Taylor, Meiying, Csjuming és a biztonsági tiszt, Rigas éli túl az utat. Jess és Driscoli megpróbálják megölni a többieket, de a négy ember egy másik tengeralattjáróval elmenekül az állomásról, miután dulakodnak Montes-szal, aki egy bóján keresztül a felszínre menekül. Driscoli zsoldosokat küld, hogy vegyék át a Mana One-t, míg Montes a felszínre kerül, és találkozik Jesszel. Amikor a legénység a felszínre kerül, felfedezik a korábbi termoklíniaszakadást, ami miatt több lény, köztük a három Meg, a Snappers néven ismert gyíkszerű lények és egy óriáspolip is a felszínre jut.
Taylor csapata találkozik DJ-vel és Mac-kel, Montes pedig a zsoldosokat a csapatra összpontosítja, miután Jess-t megöli egy Meg. Taylor csapata a közeli Fun Island üdülőhelyre menekül, hogy figyelmeztesse őket a közeledő lényekre. Driscoli, Montes és a zsoldosok megérkeznek Fun Islandre, hogy likvidálják Taylor csapatát, de ehelyett Snappers megtámadja őket, akik megölik Driscolit és több zsoldost. Taylor csoportja szétválik, hogy evakuálják a turistákat, miközben a Megek és a polip megkezdik a támadást. Taylornak sikerül megölnie egy Meget egy robbanószerre ragasztott szigonnyal, mielőtt Montes megtámadná, ami miatt mindketten a partra vitorláznak. Kettejük csatája előtt Taylor egy másik Megbe löki Montest, hogy az megegye. Jiuming műtrágyából bombát készít, és Mac-kel együtt átveszi Driscoli felügyelet nélkül hagyott helikopterét, hogy a part felé repüljön, ahol Meiying próbál segíteni a turistákon.
A polip leszedi a helikoptert, Csjuming pedig megsebesíti a bombájával, ami magához vonzza a Meget, aki tönkreteszi a helikoptert. Miközben Csjuming a roncsok felé úszik, hogy megmentse Macet, Taylor felkapja a helikopter egyik rotorját, és azzal halálosan fejbe szúrja a Meget. Haiqi Taylor, Csjuming és Mac felé veszi az irányt, de Csjuming gyakorlott jelzéseivel eltereli a cápa figyelmét. Haiqi a figyelmét egy távolodó delfincsapatra irányítja. A partra érve Csjuming azzal indokolja, hogy Haiqi azért szökött meg a fogságból, mert párzási időszak van, és megbeszélik, hogy esetleg terhes. Taylor úgy dönt, hogy jobb, ha nem gondolnak rá, és a csoport megünnepli a túlélésüket.

## Szereplők
| Szerep                 | Színész               | Magyar hang             | Leírás |
| ---------------------- | --------------------- | ----------------------- | --- |
| Jonas Taylor           | Jason Statham         | Epres Attila            | Veterán búvár, aki mélytengeri kutatásra és mentésre specializálódott, valamint Meiying mostohaapja és a néhai Suyin Zhang férje.                     |
| Csjuming               | Wu Jing               | Karácsonyi Zoltán       | Meiying nagybátyja, aki elhunyt húga, Suyin helyét vette át a Mana One-ban.                                                                           |
| Meiying Zhang          | Shuya Sophia Cai      | Dolmány-Bogdányi Korina | Csjuming unokahúga és Jonas mostohalánya. |
| DJ                     | Page Kennedy          | Kálid Artúr             | Mérnök a Mana One-nál. |
| Montes                 | Sergio Peris-Mencheta | Sarádi Zsolt            | Az illegális bányászati műveletekért felelős zsoldos, és Jess társa.                                                                                  |
| Jess                   | Skyler Samuels        | Széles Flóra            | Mana One munkás, aki valójában Montes zsoldoscsoportjának tagja és Driscoli magas rangú vezetője.                                                     |
| James "Mac" Mackreides | Cliff Curtis          | Rátóti Zoltán           | Mana One operatív igazgató. |
| Hillary Driscoli       | Sienna Guillory       | Bozó Andrea             | Milliárdos befektető, aki Csjuming erőfeszítéseit finanszírozza a Mana One-ban, de titokban felbéreli Montes-t egy mélytengeri bányászati művelethez. |
| Rigas                  | Melissanthi Mahut     | Mikecz Estilla          | Biztonsági tiszt a Mana One-nál. |
| Curtis                 | Whoopie Van Raam      | Katona Kinga            | Búvárok a Mana One-nál. |
| Sal                    | Kiran Sonia Sawar     | Sodró Eliza             | Búvárok a Mana One-nál. |
| Lance                  | Felix Mayr            | Kádár-Szabó Bence       | Búvárok a Mana One-nál. |

### Magyar változat
- Magyar szöveg: Stern Gábor
- Hangmérnök: Tóth Péter Ákos
- Vágó: Kajdácsi Brigitta
- Gyártásvezető: Kincses Tamás
- Szinkronrendező: Dóczi Orsolya
- Produkciós vezető: Hagen Péter

A szinkront a Mafilm Audio Kft. készítette el

## A film készítése
2018 áprilisában Jason Statham azt mondta, hogy a Meg – Az őscápa folytatására sor kerülne, ha a film jól teljesítene a közönség körében: "Azt hiszem, ez is olyan, mint bármi más a mai korban - ha pénzt hoz, nyilvánvalóan van igény arra, hogy még több pénzt csináljanak. Ha pedig nem megy jól, akkor hamar a szőnyeg alá söprik - de Hollywood már csak ilyen." 2018 augusztusában Steve Alten így nyilatkozott: "Mindig is az volt az érzésem, hogy ez egy milliárd dolláros franchise lenne, ha jól csinálnák. De ahhoz, hogy jól csinálják, meg kellett volna találni a cápát, a szereposztást, a hangzást. És a Warner Bros. ezt teljesen eltalálta. A producerek jól csinálták." 2018 októberében Catherine Xujun Ying vezető producer bejelentette, hogy a folytatás már a fejlesztés korai szakaszában van.

### Forgatás
2021 áprilisában Statham azt mondta, hogy a forgatás 2022 januárjában kezdődik. 2022. január végén a tervek szerint megkezdődött a forgatás a Warner tulajdonában lévő, London melletti Leavesden stúdióban. Májusig ott folyt, mielőtt szabadtéri helyszínekre váltottak volna, feltehetően Ázsiában.